# Rhynchostruthus
Rhynchostruthus – rodzaj ptaków z rodziny łuszczakowatych (Fringillidae).

## Występowanie
Rodzaj obejmuje gatunki występujące w południowo-zachodniej Azji i północno-wschodniej Afryce.

## Morfologia
Długość ciała 14–15 cm, masa ciała 23–39 g.

## Systematyka

### Etymologia
Nazwa rodzajowa jest połączeniem słów z języka greckiego: ῥυγχος rhunkhos – „dziób” oraz στρουθος strouthos – „wróbel”.

### Podział systematyczny
Do rodzaju należą następujące gatunki:
- Rhynchostruthus socotranus P.L. Sclater & Hartlaub, 1881 – złotopiórek sokotrzański
- Rhynchostruthus louisae Lort Phillips, 1897 – złotopiórek somalijski
- Rhynchostruthus percivali  Ogilvie-Grant, 1900 – złotopiórek arabski